# دیکلوسمتا
دیکلوسمتا یا برای سادگی دیکلو (گرجی: დიკლოსმთა) یک قله در بخش شرقی رشته‌کوه قفقاز در حد فاصل مرز جمهوری‌های چچن و داغستان در روسیه و ناحیه توشتی در گرجستان است.

## جغرافیا
این کوه در رشته‌کوه پیریکیتا که بخشی از رشته‌کوه قفقاز است و در بخش شمالی آن قرار گرفته‌است واقع شده و بلندای آن ۴٬۲۸۵ متر (۱۴٬۰۵۸ فوت) بالاتر از سطح دریا است. دیکلوسمتا دارای چندین یخچال طبیعی است که برخی از آن‌ها در ژرفای دره‌های رشته‌کوه پیریکیتا جای دارند.